# Hebe andersonii
Hebe andersonii é uma espécie de planta do gênero Hebe.